# ハシメサウド油田
ハシメサウド油田（ハシメサウドゆでん）は、アルジェリア中北部にある油田である。推定可採埋蔵量は90から100億バーレル。

## 概要
アルジェリア最大の油田であり、位置は概ね東経6度、北緯32度の位置にある。サハラ砂漠内に位置する。生産した石油はパイプラインにより、地中海岸にあるオラン、アルジェ、ベジャイア、スキクダ、チュニジアのガベスに輸送される。
油田の発見は1956年のことであり、アルジェリア石油探査公社によって発見された。1958年より生産を開始、生産量は40万から50万バーレル/日。